# Addanki
Addanki är en ort i Indien.   Den ligger i distriktet Prakasam och delstaten Andhra Pradesh, i den södra delen av landet, 1 500 km söder om huvudstaden New Delhi. Addanki ligger 40 meter över havet och antalet invånare är 28 547.
Terrängen runt Addanki är platt. Runt Addanki är det tätbefolkat, med 286 invånare per kvadratkilometer. Det finns inga andra samhällen i närheten. Omgivningarna runt Addanki är en mosaik av jordbruksmark och naturlig växtlighet.